# Thenmus augustus
Espèce
Thenmus augustus est une espèce de pseudoscorpions de la famille des Menthidae.

## Distribution
Cette espèce est endémique du Kimberley en Australie-Occidentale.

## Description
Le mâle holotype mesure 1,23 mm et la femelle paratype 1,57 mm.

## Étymologie
Son nom d'espèce lui a été donné en référence au lieu de sa découverte, l'île Augustus (en).

## Publication originale
- Harvey, 2006 : New species and records of the pseudoscorpion family Menthidae (Pseudoscorpiones). Records of the Western Australian Museum, vol. 23, no 2, p. 167-173 (texte intégral).